# Гриффин Парк
«Гриффин Парк» (англ. Griffin Park) — бывший стадион в Лондоне. Был построен в 1904 году и до августа 2020 года являлся домашним стадионом футбольного клуба «Брентфорд». Был известен тем, что являлся единственным английским стадионом, который имел паб на каждом углу. Стадион получил своё название от грифона, который является логотипом пивоваренного завода Фуллер, который находится по соседству со стадионом.
Рекордная посещаемость стадиона — 38 678 человек — была зафиксирована 26 февраля 1949 года в игре «Брентфорда» против «Лестер Сити». В конце своего существования вмещал 12 300 человек.
«Гриффин Парк» находился рядом с крупнейшим аэропортом Хитроу, в связи с чем крыши стадиона использовались в качестве больших рекламных площадок.